# Kränkande fotografering
Kränkande fotografering är ett brott enligt Brottsbalken 4 kap. 6 a §.
Reglerna innebär att det är förbjudet att utan tillstånd fotografera någon som befinner sig i ett privat eller intimt utrymme, som till exempel hemmet, ett omklädningsrum, badrum, bastu, skolan eller en toalett. I propositionen får man reda på att det inte spelar någon roll var i hemmet man befinner sig och man får även reda på att balkong, altan och trädgård är platser där integritetskränkande fotografering inte kan ske.  Det görs undantag för fall där syftet är försvarligt, som till exempel när det finns ett journalistiskt ändamål, eller där fotograferingen är ett led i myndighetsverksamhet.  Brottet avser själva fotograferingen: innehållet i bilderna, eller hur dessa sprids, är inte direkt avgörande. Integritetskränkande fotografering är ett uppsåtsbrott vilket innebär att man måste begå det med uppsåt.
Påföljden är böter eller fängelse i högst två år. Reglerna trädde i kraft den 1 juli 2013. Den första domen med stöd av den nya lagen avkunnades av Varbergs tingsrätt den 16 oktober 2013.